# Тип 16 MCV
Тип 16 MCV (яп. 機動戦闘車 (kidou-sentou-sha), англ. Maneuver Combat Vehicle, укр. Маневрова бойова машина) — колісна важка панцирна машина Сухопутніх Сил Самооборони Японії — винищувач танків.

## Історія
Через певне напруження у відносинах з сусідніми державами (Росія, Китай) було розроблено нову стратегію оборони Японських островів. Крім захисту північних територій, що перебувають під загрозою нападу СРСР, Росії, було вирішено приготуватись до мобільного захисту південних островів від потенційної загрози Китаю. Для підрозділів швидкого реагування вирішили розробити аеромобільну маневрову бойову машину з потужним озброєнням, здатним протистояти танкам, яку можливо було б легко і швидко перекидати по повітрі на віддалені острови у випадку загрози нападу.

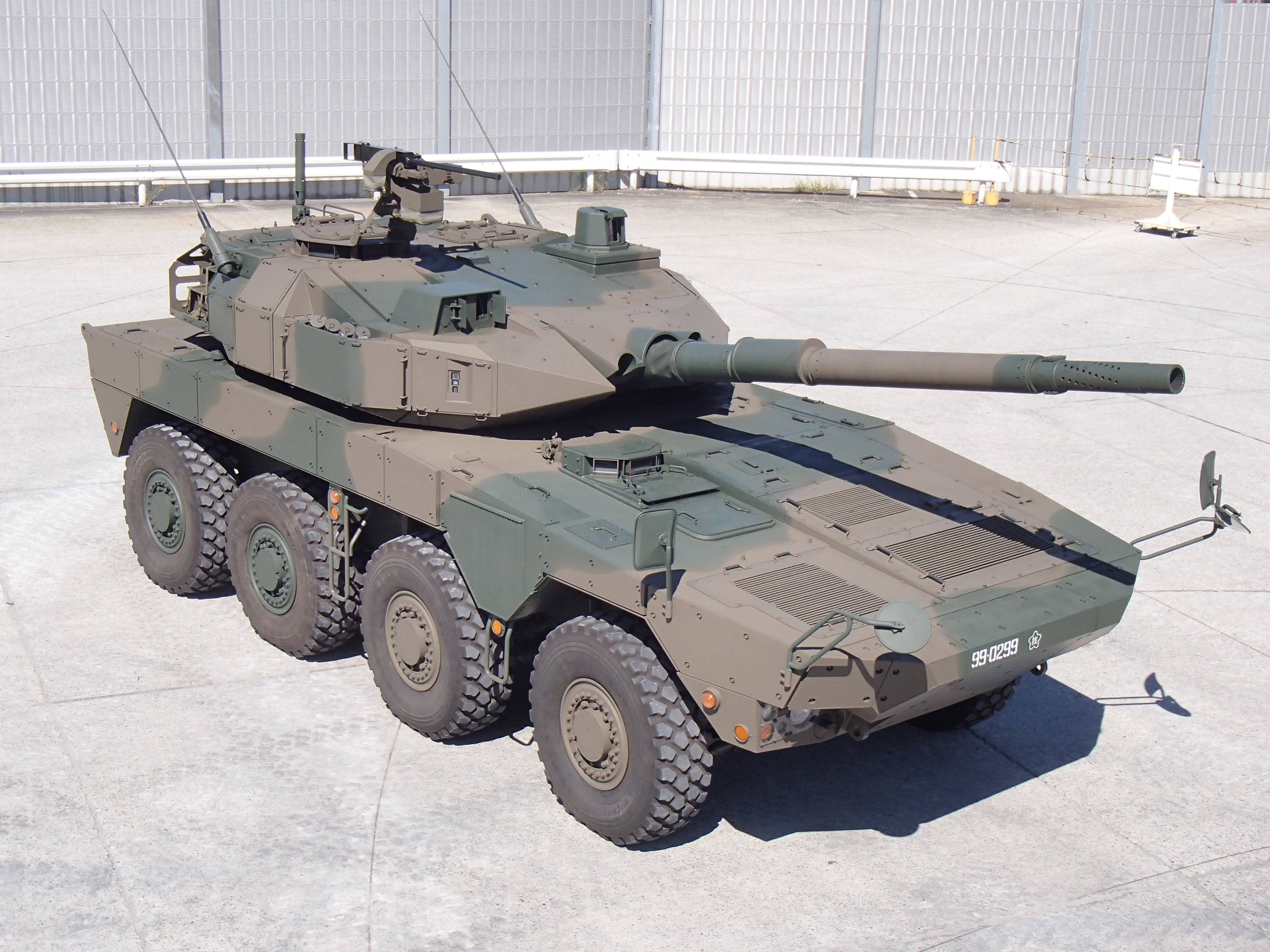
MCV

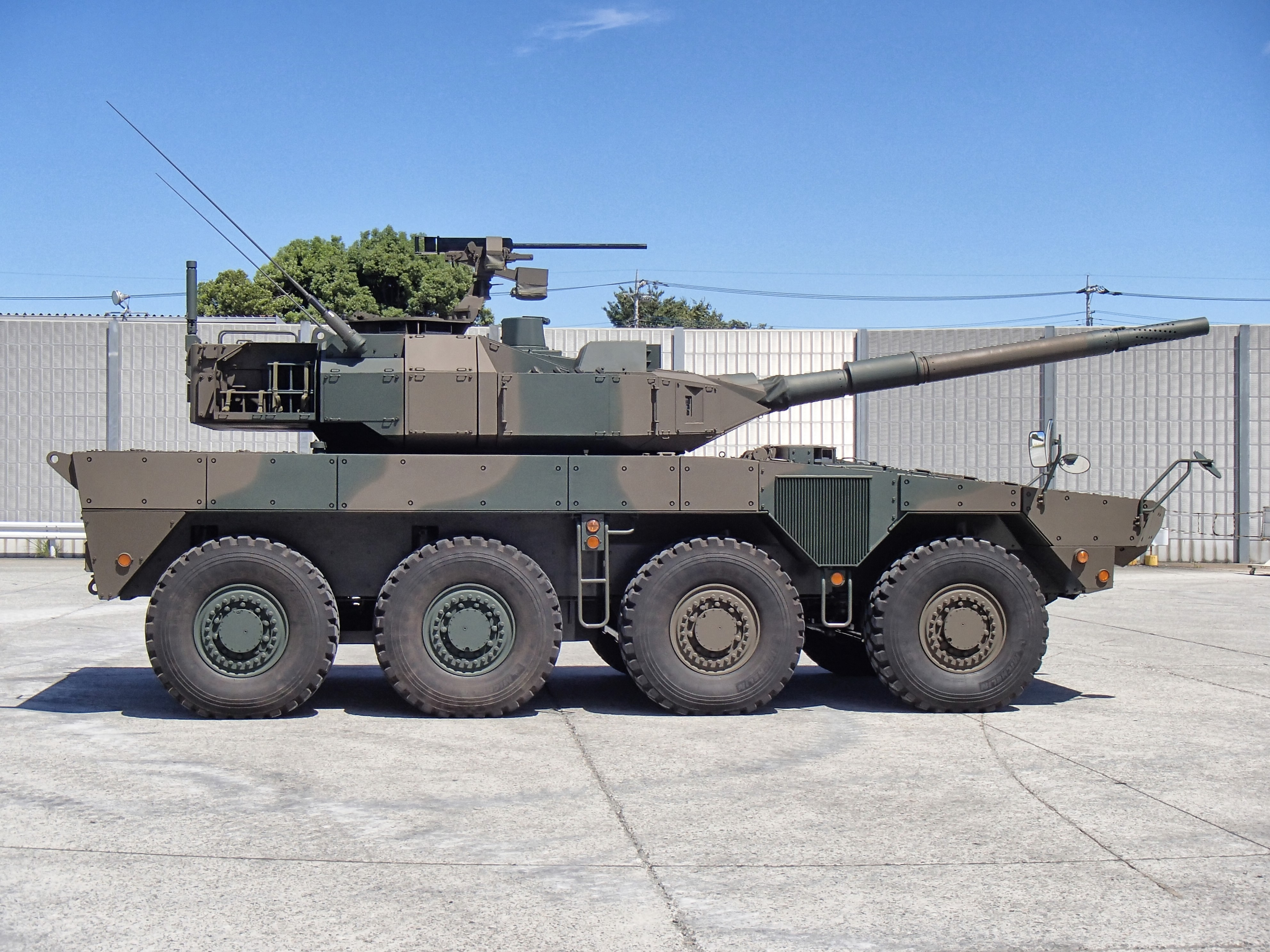
MCV

Технічно-дослідницький центр Міністерства оборони Японії розробив і виготовив 2008 три прототипи MCV, після випробовування яких презентували 9 жовтня 2013 четвертий прототип. Тестування прототипів повинно пройти у 2014/15 роках, серійне виробництво розпочатись 2016 і до кінця 2018 планують виготовити 99 машин. Вони повинні частково замінити замінити основні бойові танки, кількість яких планують скоротити з 740 до 300, більшість яких заплановано зосередити на крайніх островах — північному Гоккайдо та південному Кюсю. Менші і легші MCV можна швидко перекинути у необхідних кількостях на загрожені території, де при рівній вогневій силі вони матимуть більшу маневреність при модульному захисті здатному витримати попадання гранати РПГ-7, 105-мм набою. Дизельний мотор, трансмісія розташовані у носовій частині і далі займають ліву частину корпусу. Поряд з ними розташоване місце водія з традиційними для японських військових машин трьома перископами, центральний з яких можна замінити приладом нічного бачення. Командир і навідник-заряджаючий сидять у башті, розміщеній ближче до задньої частини машини. Одночасно задля полегшення маси MCV має слабку ходову частину, захист днища, які можуть легко вразити наземні міни, СВП. Крім того MCV не має кондиціонера, автозавантажувача гармати, що значно ускладнює роботу екіпажу.
Для перевезення 26-тонного MCV з екіпажем, боєприпасами необхідно збудувати для Повітряних Сил Самооборони хоча б 60 нових військово-транспортних літаків Kawasaki C-2 з 30 т навантаження при дальності 5599 км.